# الهجوم على السفارة الإيرانية في فرنسا 2018
الهجوم على السفارة الإيرانية في فرنسا 2018 هو هجوم على السفارة الإيرانية حدث في العاصمة الفرنسية باريس يوم 14 سبتمبر 2018 من قبل 15 ناشطًا كرديًا، بعد الهجوم الصاروخي للحرس الثوري الإيراني على مقرّ الحزب الديمقراطي الكردستاني.

## الخلفية
أفادت إذاعة فاردا أن الهجوم نظّم من قبل نشطاء أكراد في فرنسا للرد على الهجمات الصاروخية للحرس الثوري الإيراني على إقليم كردستان في العراق.
حيث أطلق الحرس الثوري الإيراني في 8 سبتمبر 2018 سبعة صواريخ من طراز فاتح 110، في هجوم على مقر الحزب الدیمقراطي الكردستاني في منطقة كوي سنجق، التي تقع على بعد 300 كيلومتر شمال العاصمة العراقية بغداد.

## الهجوم
في 14 سبتمبر 2018، بعد ظهر يوم الجمعة، هاجمت مجموعة من الناشطين الاكراد المقيمين في باريس العاصمة الفرنسية، مقر السفارة الإيرانية. وحسب التلفزيون الإيراني، ان المسؤولين في السفارة الإيرانية قد أبلغوا الشرطة الفرنسية في إشعار مسبق باحتمال وقوع هجوم على السفارة وإن الشرطة الفرنسية كانت على علم بتحركات المجموعة المعتدية لكنها غادرت محيط السفارة عندما وقع الهجوم لتعود بعد انتهائه. أحرق المهاجمون، الذين بلغ عددهم حوالي 15 شخصا، العلم الإيراني أمام السفارة، ورشقوا الحجارة وأشياء أخرى على المبنى، وحطموا زجاجها، كما كتبوا شعارات ضد النظام الإيراني بالحبر على جدران السفارة.

## رد الفعل
أدان المتحدث باسم وزارة الخارجية الإيرانية، بهرام قاسمي، الاعتداء على مبنى السفارة الإيرانية في باريس، وأكد على ضرورة محاكمة الضالعين في الاعتداء، مطالبا السلطات الفرنسية بتوفير الأمن للأماكن الدبلوماسية الإيرانية في فرنسا.